# 沼 (漫画)
『沼』（ぬま）は、つげ義春による日本の短編漫画作品。全28頁からなる。1966年2月に、『ガロ』（青林堂）にて発表された。

## 解説

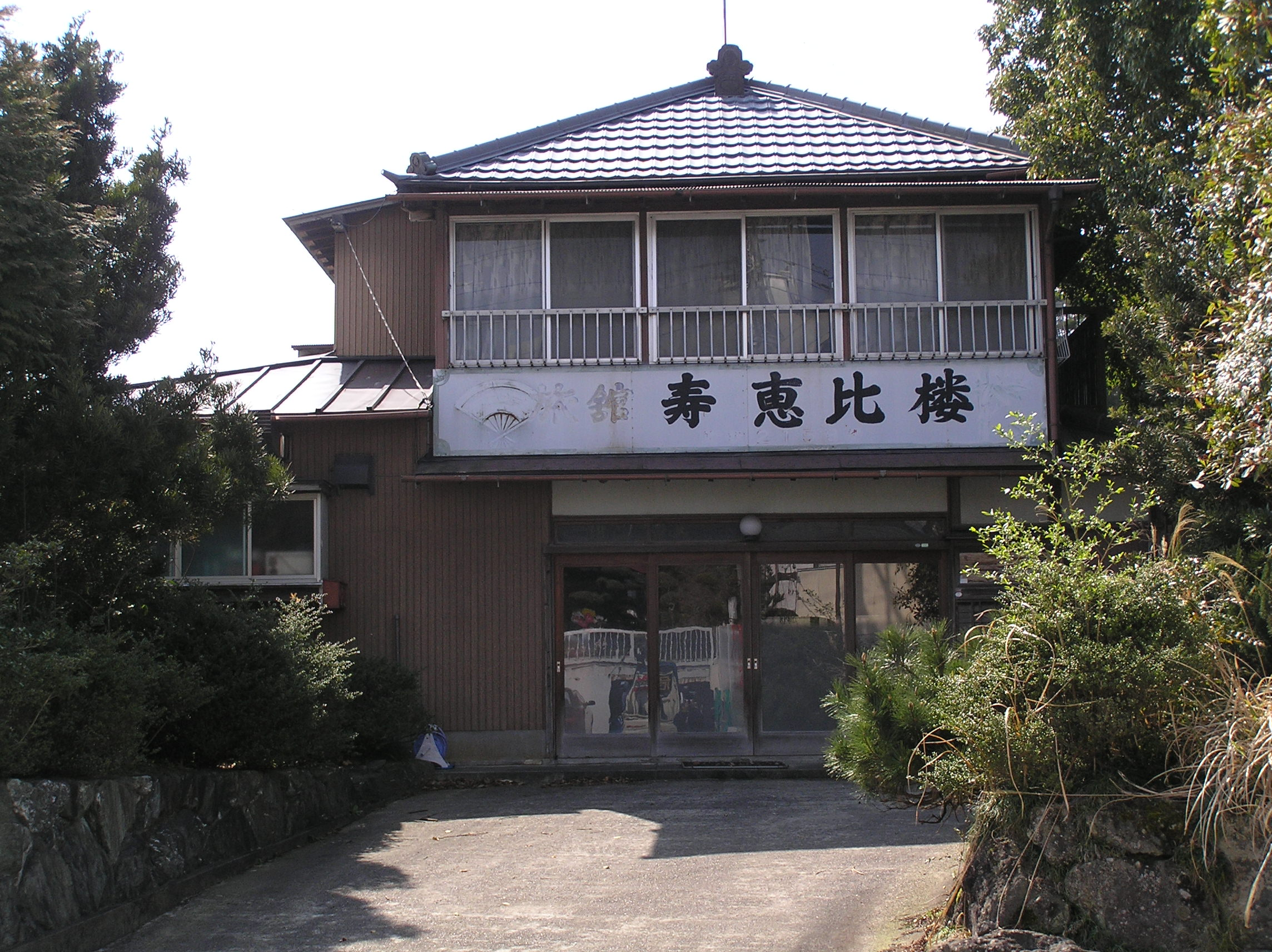
『沼』が生まれるきっかけとなった寿恵比楼旅館

つげのその後の表現上の転換となる画期的な作品。それまでの漫画界にはなかった表現主義的な作風が、さまざまな議論を巻き起こした。つげ自身、発表の翌年に初めて会った権藤晋（高野慎三）に対し「完璧に仕上がった」と自負している。ギャグ漫画の「ノンコ&甚六シリーズ」の『兄貴は芸術家』と同月に発表されたが、作風は全く異なる。
それまでの作品とは絵柄も突然変って硬質なものへと変化し、説明としてのコマを一切排除し、丁寧なコマ割りとなり、非常に凝縮された構成をとる。内容的には成熟する手前の少女特有の神秘性、エロティシズム、少女の性的な存在感などがテーマとなっているが、つげ自身は具体的に何を描こうとしたのか説明できないと述べている。作中では少女と義理の兄との怪しい関係を匂わせているものの、ついにその実態は明かされず、唐突なラストシーンで終わる。
この終わりのないラストシーンの描き方は『李さん一家』、『ねじ式』、『ゲンセンカン主人』などに受け継がれるが、読者が受けるその不思議な感覚やあいまいさこそが、つげが意図したものであった。
発表当時、つげは白土三平やガロ編集長の長井勝一などよりも、読者であり仲間である深井国、辰巳ヨシヒロなど身近な者の反応を心配した。

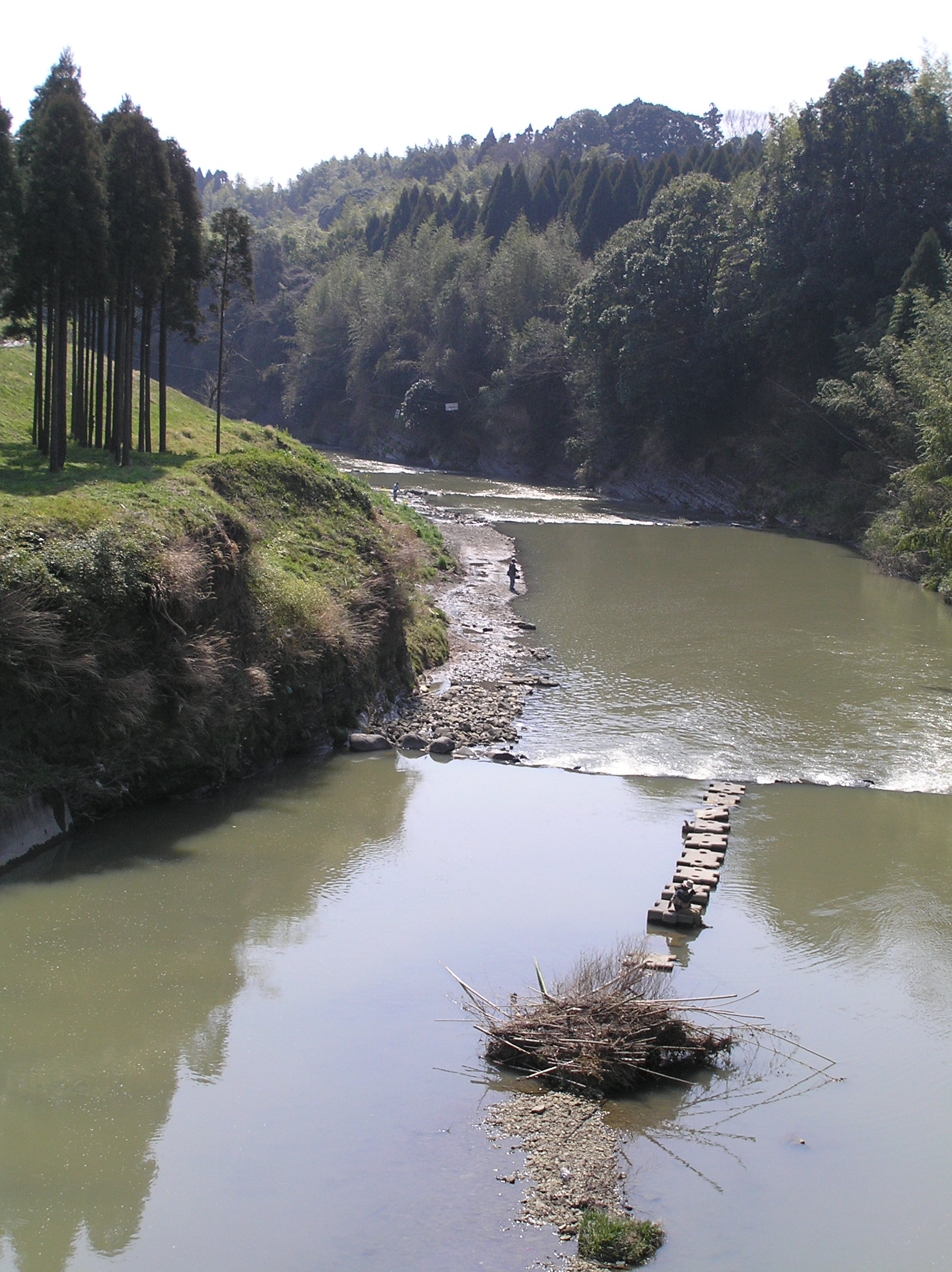
寿恵比楼旅館のすぐ脇を流れる夷隅川。そのよどんだ感じが「沼」のイメージを呼び起こしたともいわれている。

この作品は、白土三平との千葉県大多喜への旅行で寿恵比楼旅館に宿泊した際に、旅館の当時17-18歳の少女の、千葉の方言丸出しの言葉遣いがヒントとなり生まれた。つげはこの美しい少女の外観と言葉遣いとのギャップにエロスを感じたものの、作品にする際には千葉の方言では身近すぎてイメージが膨らまず、井伏鱒二の「言葉について」という作品に使われた山陰地方の方言を真似て使用した。実際は、つげが引用したのは井伏の造語であったが、後に井伏は「井伏鱒二全集」発刊時に正しい山陰弁に修正してしまう。つげが読んだのは、文庫本の古い版であった。
作中に登場するおかっぱ頭の少女は、それ以降たびたび、つげの作品に登場することになる。以前より少女を描くのが苦手であったつげは、作品での少女のイメージがどうしても思い浮かばず、永島慎二の貸本時代のキャラクターを見て真似た。この作品が評論に取り上げられたり後世に残ることを全く予想すらせず、明日の保証のない世界で盗作や模倣に関しては全く罪悪感はなかったとつげは述懐する。ただし、つげは永島の描く少女は自身の描いたキャラクターに比し、少し癖があり、好まないとも述べている。ストーリーに関しては永島の影響は全く受けておらず、つげ独自の世界を余すことなく開陳した。
当時のつげは生活苦に加え、精神的にも混乱し閉ざされており、虚無的であった。

## あらすじ
ハンチング帽を被り森に狩りにやってきた主人公の青年は、沼のほとりで、おかっぱ頭の無表情な少女に出会う。撃ち落としたはずの雁を探す青年に少女は、雁の胴体から切り離した頭を差し出す。少女は青年を自宅へ案内し、2人きりにすると扉を閉め切って身の上話をする。少女は部屋の中でヘビを飼っている。少女は、このヘビは少女が眠っているときに首をしめにくると語り、「夢うつつなれど 蛇にしめられると いっそ死んでしまいたいほどいい気持ちや」との言葉を残して眠りに就く。その夜、眠れない主人公は、そっと少女の首を絞める。翌朝、少女の義兄は、見知らぬ男を家に泊めたことで少女を責めるが、少女はヘビが逃げたことをしきりに訴える。主人公は1人、沼のほとりに立ち、対岸に向けて猟銃の引き金を引く。

## 評価
- つげ自身 - 「ラストを作ったときにうまくいったなと思った。このラストを思いついて、もうこれしかないと思った」と語った。
- 辰巳ヨシヒロ - 『ガロ』に発表された後で、神保町の喫茶店でつげに向かい「わからない」「何を描いたんですか?」といった。
- 権藤晋 - 見た瞬間に「虚無とは何か」を考えた。
- 久保隆 - 権藤晋、宮岡蓮二との対談の中で『もっきり屋の少女』や『海辺の叙景』に登場する女性などをひきあいに出し、つげ作品に登場する様々なタイプの女性を全部ひっくるめると女性論や、あるいは女性観ができるが、これはつげ義春の女性観であると同時に、あたかも普遍性のようにすごい説得力を感じさせる、と述べた。これに対し権藤が、それが性的なものと関係してくるのかと問うたのに対し、久保は「ある」、つげ義春の核みたいなもののひとつで、1970年代になってくるともっと露骨な性愛描写や独特のエロティシズムを見るものに感じさせるが、『沼』、『海辺の叙景』、『もっきり屋の少女』の場合は、そのエロティシズムが抑制的である分だけ、かなり尖鋭的であったと思う、と述べた[3]。
- 呉智英 - 衝撃を受けた。発表された『ガロ』1966年2月号を紛失した際には、たまたま持っていた友人に拝み倒して500円（現在の3000円くらいの価値）で譲ってもらう。後にガロ全巻を京都国際マンガミュージアムに寄贈する[4]。

## 収録文献リスト
- つげ義春『ねじ式』小学館〈小学館文庫〉、2001年2月1日。ISBN 4-09-192021-7。
- 『李さん一家/海辺の叙景』（ちくま文庫 つげ義春コレクション）つげ義春 2008年12月10日発行

### ガロ1966年2月号
現在中古本市場でも数多く出回っているガロだが、つげ義春が『沼』を発表した1966年2月号だけは入手困難だという。2017年現在では、美術系大学の図書館などでもそろえているところはあるが、たいていはこの号だけが欠本となっている。京都国際マンガミュージアムの蔵書では揃っているが、これはガロ全巻を私が寄贈したためであると呉智英が「アックス」vol.119（特集つげ義春生誕80周年、2017年10月31日発行の）に記している。呉自身、掲載号を紛失してしまい、やむなく書店にバックナンバーを注文したところ、在庫がなかった。青林堂が借りていた倉庫が集中豪雨で浸水し、その号が廃棄になったことを、ずっと後に、青林堂社員になった南伸坊と話していて、この事実が分かったらしい。呉は、この号をたまたま持っていた友人に高価で譲ってもらったという。